# Symphony Hall

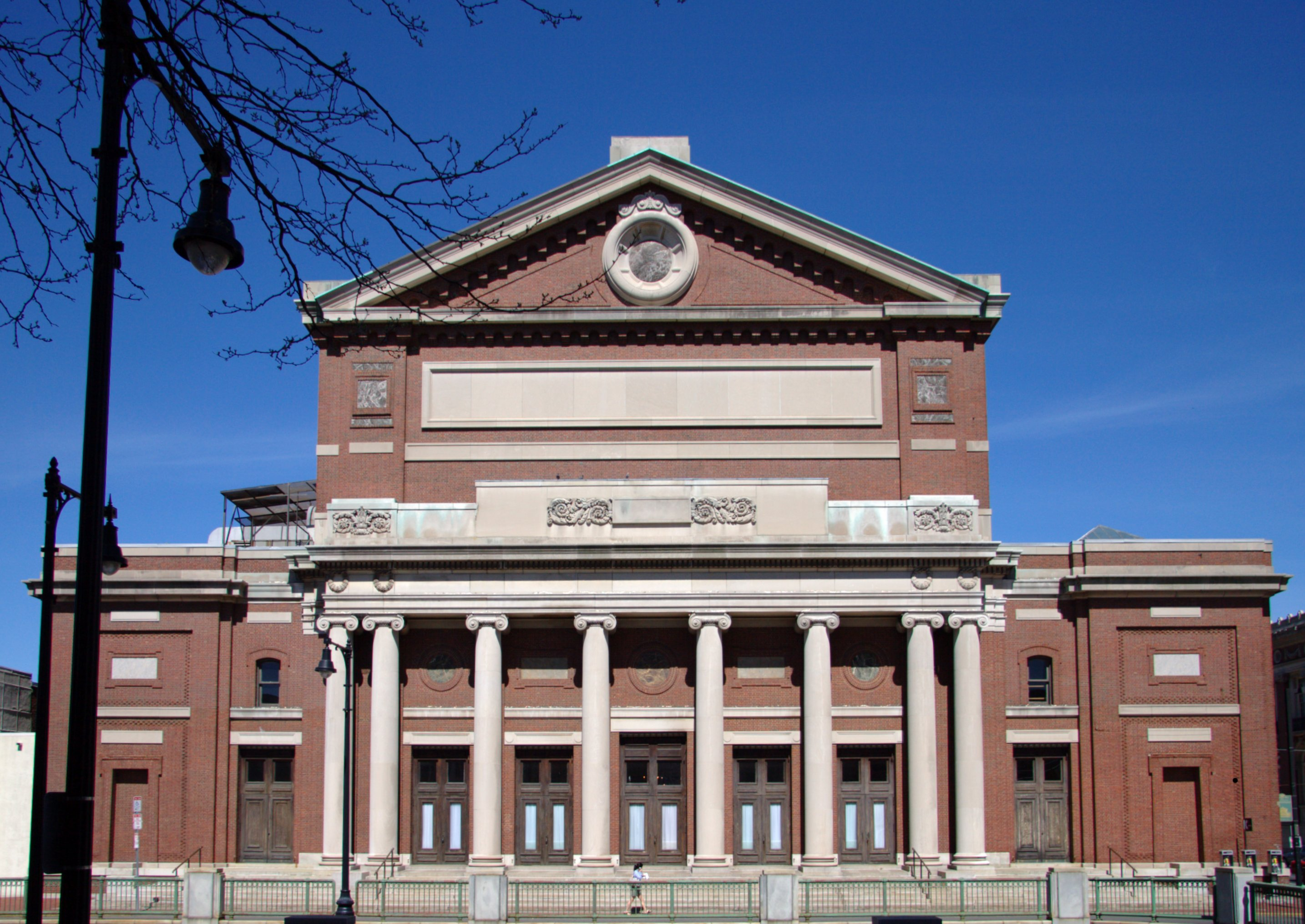
Facciata meridionale

La Symphony Hall è una sala da concerto di Boston, che serve da sede principale alla Boston Symphony Orchestra ed alla Boston Pops Orchestra. 

## Storia

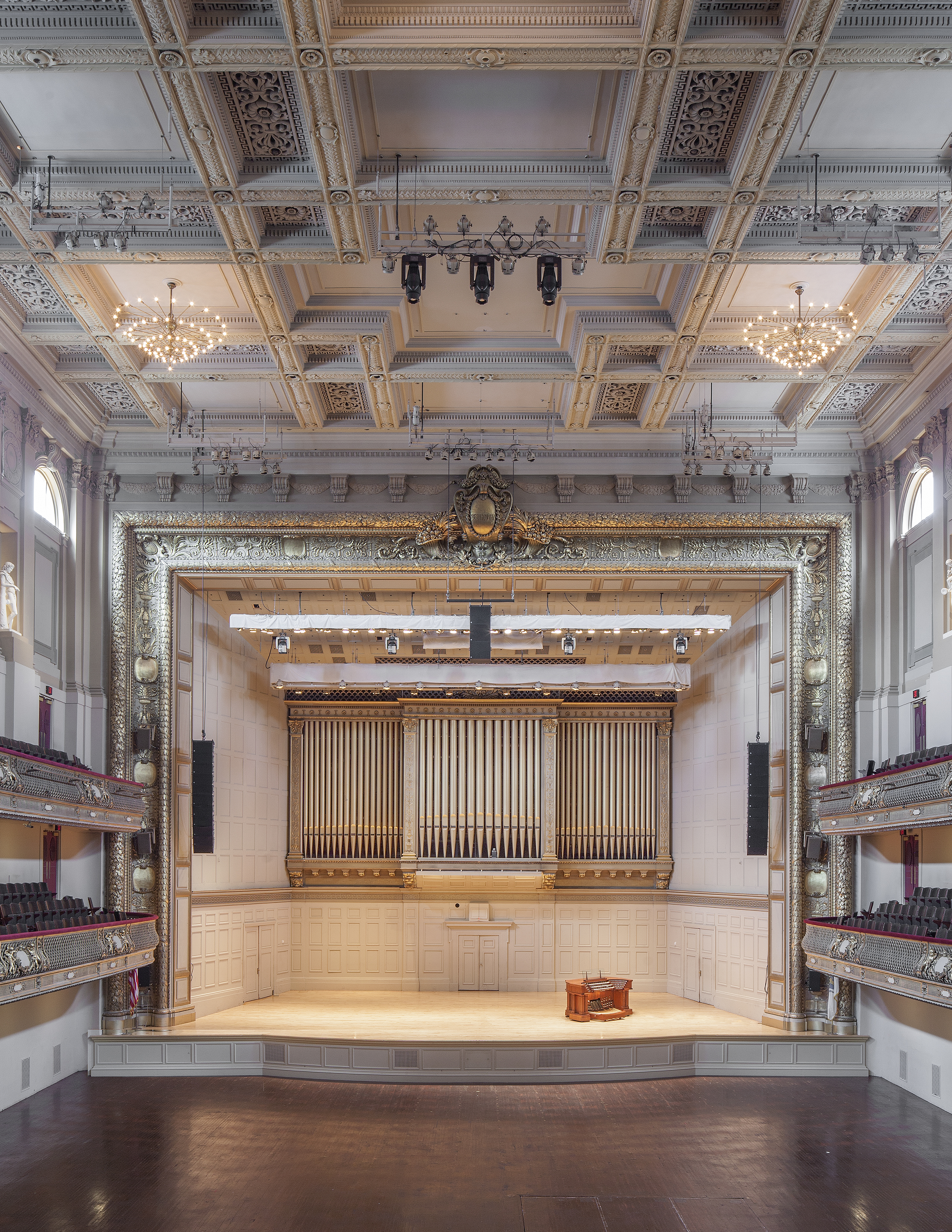
Interno della sala

La sala fu costruita nel 1900 per sostituire la precedente sala era minacciata dalla costruzione della metropolitana.
Il progetto fu elaborato dallo studio di architetti McKim, Mead et White, i quali coinvolsero Wallace Clement Sabine, giovane assistente del professore di fisica di Harvard, come consulente per l'acustica.

## Edificio

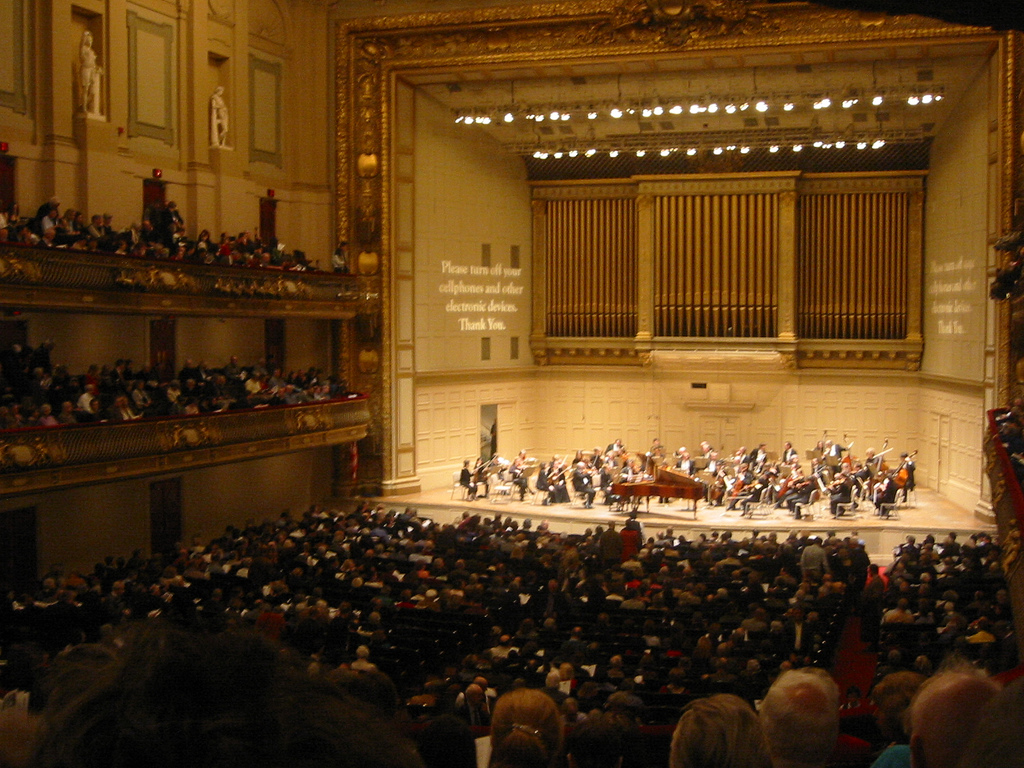
Interno durante un concerto

La sala ricalca quella del secondo Gewandhaus di Lipsia, che andò successivamente distrutto durante la Seconda Guerra mondiale. Prendendo a modello tale sala da concerto - che contava un tempo di riverberazione di 2,30 secondi - Sabine, a lavoro ultimato, riuscì a mantenere il tempo di riverberazione del Symphony Hall incredibilmente vicino al modello tedesco (2,31 secondi), rendendo il suono eseguito dagli esecutori e non solo più chiaro e pulito possibile. 
La sala ha una forma rettangolare relativamente lunga, stretta e alta,  simile a quelle del Concertgebouw di Amsterdam e del Musikverein di Vienna. Le pareti del palcoscenico sono inclinate verso l'interno per aiutare l'orientamento del suono. I palchi laterali sono poco profondi per evitare di intrappolare il suono, mentre il soffitto a cassettoni crea un'eccellente acustica in ogni posto a sedere.
I posti a sedere sono 2625 per la stagione sinfonica, 2371 per la stagione pop e fino a 800 per i ricevimenti.
Il nome di Beethoven inciso sul palcoscenico e sulle poltrone di cuoio è ancora quello originario del 1900.